# 3481 Xianglupeak
3481 Xianglupeak eller 1982 DS6 är en asteroid i huvudbältet som upptäcktes den 19 februari 1982 av Peking-observatoriet. Den är uppkallad efter Xianglu Peak, den högsta punkten i Xiangshanparken.
Asteroiden har en diameter på ungefär 6 kilometer.